# Зберкі
Зберкі (пол. Zberki) — село в Польщі, у гміні Доміново Сьредського повіту Великопольського воєводства.
Населення — 224 особи (2011).
У 1975-1998 роках село належало до Познанського воєводства.

## Демографія
Демографічна структура станом на 31 березня 2011 року:
|          | Загалом | Допрацездатний вік | Працездатний вік | Постпрацездатний вік |
| -------- | ------- | ------------------ | ---------------- | -------------------- |
| Чоловіки | 108     | 27                 | 71               | 10                   |
| Жінки    | 116     | 29                 | 74               | 13                   |
| Разом    | 224     | 56                 | 145              | 23                   |